# Dor Peretz
Dor Peretz (en hebreo: דור פרץ‎; Hod HaSharon, 17 de mayo de 1995) es un futbolista israelí que juega en la demarcación de centrocampista para el Maccabi Tel Aviv F. C. de la Liga Premier de Israel.

## Selección nacional
Tras jugar con la selección de fútbol sub-16 de Israel, la sub-17, la sub-18, la sub-19 y la sub-21, finalmente debutó con la selección absoluta el 13 de octubre de 2015. Lo hizo en un partido de clasificación para la Eurocopa 2016 contra Bélgica que finalizó con un resultado de 3-1 a favor del combinado belga tras los goles de Dries Mertens, Kevin De Bruyne y de Eden Hazard para Bélgica, y de Tomer Hemed para el combinado israelí.

### Goles internacionales
| # | Fecha                   | Estadio                                 | Oponente    | Gol | Resultado | Competición                         |
| - | ----------------------- | --------------------------------------- | ----------- | --- | --------- | ----------------------------------- |
| 1 | 11 de octubre de 2018   | Sammy Ofer Stadium, Haifa, Israel       | Escocia     | 1–1 | 2–1       | Liga de Naciones de la UEFA 2018-19 |
| 2 | 28 de marzo de 2021     | Estadio de Bloomfield, Tel Aviv, Israel | Escocia     | 1-0 | 1-1       | Clasificación para el Mundial 2022  |
| 3 | 12 de noviembre de 2021 | Wörthersee Stadion, Klagenfurt, Austria | Austria     | 1-2 | 4-2       | Clasificación para el Mundial 2022  |
| 4 | 15 de noviembre de 2021 | Estadio de Netanya, Netanya, Israel     | Islas Feroe | 3-2 | 3-2       | Clasificación para el Mundial 2022  |
| 5 | 13 de junio de 2022     | Laugardalsvöllur, Reikiavik, Islandia   | Islandia    | 2-2 | 2–2       | Liga de Naciones de la UEFA 2022-23 |
| 6 | 25 de marzo de 2023     | Estadio de Bloomfield, Tel Aviv, Israel | Kosovo      | 1–1 | 1–1       | Clasificación para la Eurocopa 2024 |

## Clubes
| Club                        | País   | Año       | Partidos | Goles |
| --------------------------- | ------ | --------- | -------- | ----- |
| Maccabi Tel Aviv F. C.      | Israel | 2014-2017 | 87       | 2     |
| Hapoel Haifa F. C. (cedido) | Israel | 2017      | 16       | 0     |
| Maccabi Tel Aviv F. C.      | Israel | 2017-2021 | 90       | 10    |
| Venezia F. C.               | Italia | 2021-2022 | 21       | 0     |
| Maccabi Tel Aviv F. C.      | Israel | 2022-     | 146      | 39    |

## Palmarés

### Campeonatos nacionales
| Título                 | Club                   | País   | Año  |
| ---------------------- | ---------------------- | ------ | ---- |
| Copa Toto Al           | Maccabi Tel Aviv F. C. | Israel | 2015 |
| Liga Premier de Israel | Maccabi Tel Aviv F. C. | Israel | 2015 |
| Copa de Israel         | Maccabi Tel Aviv F. C. | Israel | 2015 |
| Copa Toto Al           | Maccabi Tel Aviv F. C. | Israel | 2018 |
| Copa Toto Al           | Maccabi Tel Aviv F. C. | Israel | 2019 |
| Liga Premier de Israel | Maccabi Tel Aviv F. C. | Israel | 2019 |
| Supercopa de Israel    | Maccabi Tel Aviv F. C. | Israel | 2019 |
| Liga Premier de Israel | Maccabi Tel Aviv F. C. | Israel | 2020 |
| Supercopa de Israel    | Maccabi Tel Aviv F. C. | Israel | 2020 |
| Copa Toto Al           | Maccabi Tel Aviv F. C. | Israel | 2021 |
| Copa de Israel         | Maccabi Tel Aviv F. C. | Israel | 2021 |
| Copa Toto Al           | Maccabi Tel Aviv F. C. | Israel | 2024 |
| Liga Premier de Israel | Maccabi Tel Aviv F. C. | Israel | 2024 |
| Supercopa de Israel    | Maccabi Tel Aviv F. C. | Israel | 2024 |
| Copa Toto Al           | Maccabi Tel Aviv F. C. | Israel | 2025 |
| Liga Premier de Israel | Maccabi Tel Aviv F. C. | Israel | 2025 |